# 흑산 사촌서당(복성재)
흑산 사촌서당은 전라남도 신안군 흑산면에 있는 서당이다. 2000년 1월 31일 신안군의 향토유적 제26호로 지정되었다.

## 개요
정약전이 흑산도 유배시절 거처하며 사리마을에서 후학을 양성하던 곳이다